# Ted Sarandos
Theodore Anthony Sarandos Jr. (Arizona, 30 de julho de 1964) é um empresário norte-americano e co-diretor-executivo e diretor de conteúdo da Netflix. Em 2013, apareceu na lista de 100 pessoas mais influentes do ano pela Time.